# Römerstraße (Düren)

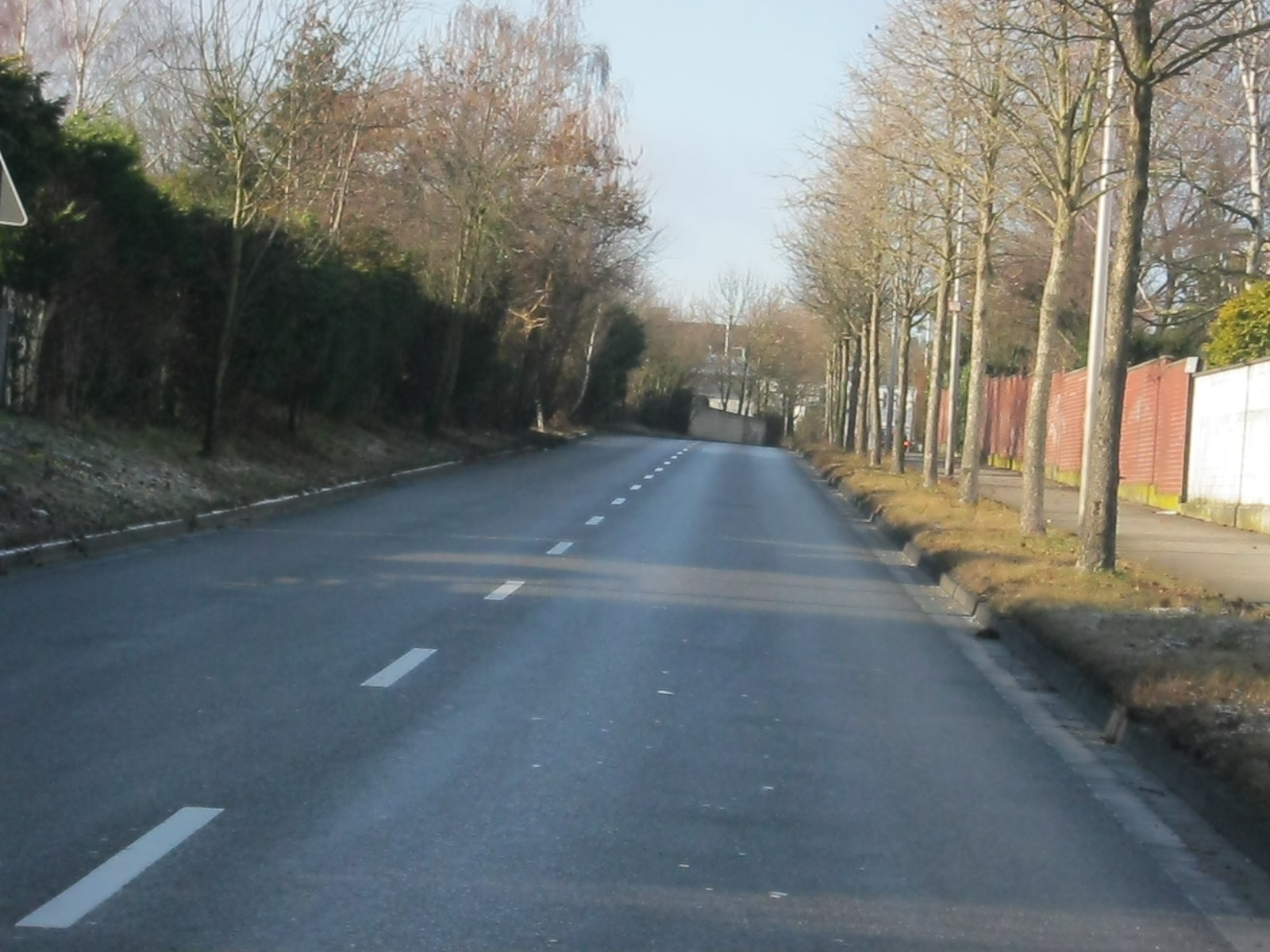
Die Römerstraße Richtung Euskirchener Straße

Die Römerstraße in der Kreisstadt Düren (Nordrhein-Westfalen) ist eine Innerortsstraße.
Die Straße beginnt an der Kreuzung Binsfelder Straße/Wewordenstraße und endet an der Einmündung der Eberhard-Hoesch-Straße. Im weiteren Verlauf in östliche Richtung heißt sie Binsfelder Straße und in westliche Richtung Frankenstraße. Sie überquert die Euskirchener Straße, die Bundesstraße 56. Zwischen dieser Straßenkreuzung und dem Ortsausgang in Richtung Binsfeld ist die Römerstraße als Landesstraße 271 klassifiziert.

## Geschichte
Der Straßenname basiert nicht auf einer Straße aus der Römerzeit. Sie wurde nach den Römern benannt, weil in diesem Viertel weitere Straßen mit historischen Völkernamen existieren, z. B. Frankenstraße, Keltenstraße, Ubierstraße etc.
Durch Beschluss des Stadtrates vom 12. Juni 1914 wurde der alte Binsfelder Weg in Römerstraße umbenannt.